# Djurgårdens IF Kampsportförening
Djurgårdens IF Kampsportsförening bildades 1 oktober 2012 och bedriver sina verksamheter i Stockholms Stadion (Klocktornet). Kamsportsklubben kallas numera för ”Kampsportstadion”. Det är fortfarande samma lokaler och i tävlingssammanhang är det fortfarande Djurgården kampsport. 